# VOMAG

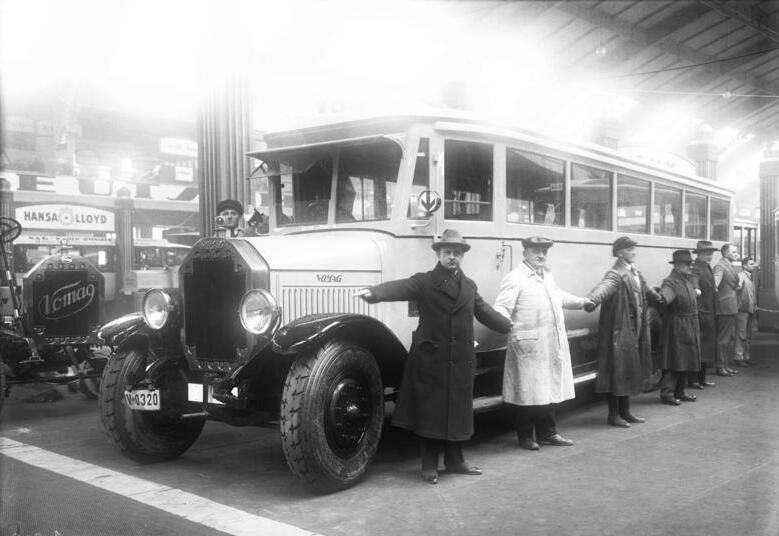
Autobuz VOMAG

VOMAG (abreviere de la Vogtländische Maschinenfabrik AG) a fost o companie din orașul Plauen, din Saxonia fondată în 1881 de către Johann Conrad Dietrich și Paul Hermann Dietrich sub numele de Strickmaschinenfabrik J.C. & H. Dietrich. Din 1895, compania a fost cunoscută sub numele de Vogtländische Maschinenfabrik AG. Inițial, firma se ocupa cu mașini de brodat, însă domeniul de activitate a fost extins: prese de tipar, camioane, autobuze și tancuri. 
Compania a dat faliment pe 9 mai 1932 din cauza crizei economice. A fost cel mai mare faliment al unui producător de autovehicule din timpul Republicii de la Weimar. Compania a fost salvată prin absorbție de către firma VOMAG-Betriebs AG. Firma a fost revenit la numele inițial în anii 1930 pentru a spori vânzările. În timpul celui de-al Doilea Război Mondial, VOMAG a fost adaptată pentru producția, conversia și repararea vehiculelor blindate (în special tancuri). După război, fabrica a fost desființată, iar echipamentele industriale au fost confiscate (ca daune de război).